# FMA I.Ae. 22 DL
ФМА I.Ae. 22 ДЛ (от исп. Diente de León, букв. Зуб льва) — аргентинский двухместный учебный самолёт повышенной лётной подготовки. Спроектирован по приказу 11.822 Секретариата авиации командой инженеров кордовского Института аэротехники. Производился фирмой Fábrica Militar de Aviones. Всего было построено 206 самолётов.

## История

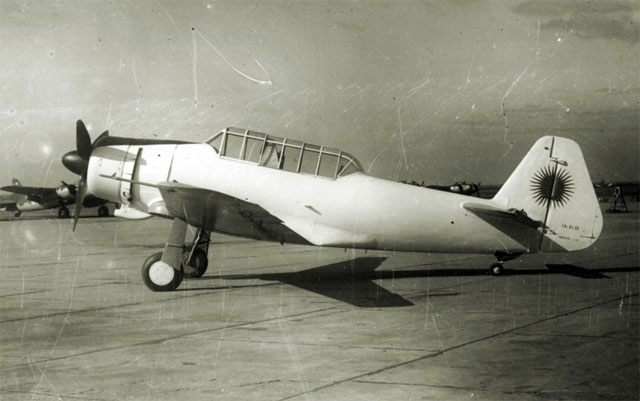
I.Ae. 22 DL на аэродроме

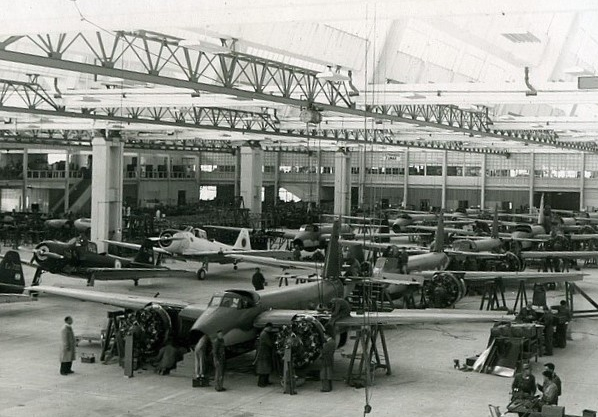
Сборка самолётов на заводе FMA. Слева видны I.Ae. 22 DL

Летательный аппарат был построен на базе проекта учебного самолёта I.Ae. 21 DL, который, в свою очередь, разрабатывался на базе североамериканского North American NA-16. Первый опытный образец совершил полёт 8 августа 1944 года, под управлением лётчика-испытателя FMA Освальдо Ровере (исп. Osvaldo Rovere).
По поводу названия самолёта существует легенда. С середины Второй мировой войны Буэнос-Айрес, официально придерживавшийся нейтралитета, а фактически симпатизировавший странам Оси, начали критиковать США и Бразилия, называя аргентинскую армию «львом без зубов» (исп. el Ejercito Argentino es como un leon sin dientes). Последняя, в ответ начала ускоренную разработку и производство военной техники и снаряжения. На параде 9 июля 1944 года, на котором присутствовали бразильцы, продефилировали новые танки DL.43 «Науэль», а в небе летали самолёты I.Ae. 22 DL, разбрасывая листовки с текстом «У нас есть зубы, и они острые» (исп. Tendremos dientes, y bien afilados).

## Конструкция
Представлял собой свободнонесущий низкоплан, в основном деревянной конструкции. Внешне самолёт напоминал «North American AT-6». Курсант и инструктор размещались в кабине, так называемого «оранжерейного» типа, тандемно. «Деле-Деле» оснащался поршневым звездообразным двигателем I.Ae. 16 El Gaucho с турбонаддувом, расположенным в носовой части фюзеляжа. Базовый вариант машины и его модификация I.Ae. 22C с двигателем Armstrong Siddeley Cheetah 25 мощностью 475 л.с. состояли на вооружении ВВС Аргентины.

## Служба
Самолёты использовались противниками Перона в боях во время «Освободительной революции» (исп. Revolución Libertadora).

## Тактико-технические характеристики
Источник данных: 

Технические характеристики
- Экипаж: 2 (пилот и инструктор)
- Длина: 9,20 м
- Размах крыла: 12,60 м
- Высота: 2,84 м
- Площадь крыла: 23,19 м²
- Масса пустого: 1520 кг
- Максимальная взлётная масса: 2200 кг
- Силовая установка: 1 × ПД I.Ae. 16 El Gaucho
- Мощность двигателей: 1 × 450 л.с.

Лётные характеристики
- Максимальная скорость: 290 км/ч
- Крейсерская скорость: 226 км/ч
- Практическая дальность: 1100 км
- Практический потолок: 6 000 м

Вооружение
- Стрелково-пушечное: 2 × 7,56-мм Madsen (450 патронов)
- Боевая нагрузка: 3 × 50-кг бомбы
- Неуправляемые ракеты: 6

## Операторы
Аргентина — св. 200 I.Ae. 22 DL и I.Ae. 22C в 1944—1961 годах
- ВВС Аргентины
- Авиация ВМС Аргентины